# Tour of Malopolska
Le Tour of Malopolska (ou Małopolski Wyścig Górski en polonais, Tour de la Petite-Pologne en français) est une course cycliste par étapes disputée Pologne. Créé en 1961, il est classé par l'Union cycliste internationale depuis 2003 et fait partie de l'UCI Europe Tour depuis 2005, en catégorie 2.2.
Jusqu'en 2014, seuls deux coureurs étrangers s'y sont imposés : le Tchèque Ondřej Fadrny en 2004 et le Letton Dainis Ozols en 1997. Depuis, le palmarès s'est nettement internationalisé. Zbigniew Piątek détient le record de victoires avec trois succès (1989, 1998 et 2001).

## Palmarès
| Année | Vainqueur            | Deuxième              | Troisième             |
| ----- | -------------------- | --------------------- | --------------------- |
| 1961  | René Chtiej          | Adam Gęszka           | Andrzej Piechaczek    |
| 1962  | Antoni Palka         | Benedykt Baścik       | Franciszek Surmiński  |
| 1963  | Franciszek Surmiński | Jan Magiera           | Benedykt Baścik       |
| 1964  | Józef Dylik          | Zygfryd Widera        | Emil Szpitalny        |
| 1965  | Marian Forma         | Władysław Kozłowski   | Antoni Palka          |
| 1966  | Czesław Polewiak     | Emil Szpitalny        | Paweł Świderski       |
| 1967  | Henryk Woźniak       | Franciszek Surmiński  | Tadeusz Prasek        |
| 1968  | Marian Forma         | Antoni Palka          | Ryszard Zapała        |
| 1969  | Bogdan Langiewicz    | Marian Nawrot         | Wiktor Kohut          |
| 1970  | Jan Baćkowski        | Jan Bylicki           | Jan Smyrak            |
| 1971  | Zbigniew Krzeszowiec | Szczepan Klimczak     | Wojciech Matusiak     |
| 1972  | Edward Barcik        | Lucjan Lis            | Stanisław Szozda      |
| 1973  | Jerzy Rzepka         | Florian Andrzejewski  | Tadeusz Ochot         |
| 1974  | Ryszard Szurkowski   | Stanisław Szozda      | Hans-Joachim Hartnick |
| 1975  | Janusz Kowalski      | Edward Barcik         | Wojciech Matusiak     |
| 1976  | Stanisław Szozda     | Tadeusz Mytnik        | Tadeusz Zawada        |
| 1977  | Ryszard Szurkowski   | Józef Kołopajło       | Jan Brzeźny           |
| 1978  | Tadeusz Mytnik       | Florian Andrzejewski  | Bronisław Ebel        |
| 1979  | Krzysztof Sujka      | Ryszard Szurkowski    | Mieczysław Nowicki    |
| 1980  | Roman Cieślak        | Tadeusz Mytnik        | Zbigniew Szczepkowski |
| 1981  | Czesław Lang         | Mieczysław Korycki    | Zbigniew Krasniak     |
| 1982  | Jan Muzyka           | Zbigniew Szczepkowski | Bogdan Wodok          |
| 1983  | Roman Cieślak        | Paweł Kowalski        | Andrzej Oleksiewicz   |
| 1984  | Tadeusz Krawczyk     | Paweł Bartkowiak      | Jerzy Jagieła         |
| 1985  | Zbigniew Albin       | Andrzej Sypytkowski   | Darius Kaiser         |
| 1986  | Paweł Bartkowiak     | Zenon Jaskuła         | Andrzej Sypytkowski   |
| 1987  | Andrzej Sypytkowski  | Mieczysław Karłowicz  | Thilo Fuhrmann        |
| 1988  | Zdzisław Krudysz     | Krzysztof Sobieraj    | Marian Gołdyn         |
| 1989  | Zbigniew Piątek      | Sławomir Frejowski    | Jan Skowronek         |
| 1990  | Andrzej Maćkowski    | Zbigniew Spruch       | Zbigniew Piątek       |
| 1991  | Jacek Bodyk          | Zbigniew Piątek       | Radosław Romanik      |
| 1994  | Piotr Przydział      | Radosław Romanik      | Krzysztof Drożdż      |
| 1995  | Tomasz Brożyna       | Karsten Niemann       | Radosław Romanik      |
| 1996  | Andrzej Mierzejewski | Tomasz Kłoczko        | Grzegorz Gwiazdowski  |
| 1997  | Dainis Ozols         | Piotr Chmielewski     | Andrzej Sypytkowski   |
| 1998  | Zbigniew Piątek      | Piotr Chmielewski     | Radosław Romanik      |
| 1999  | Tomasz Brożyna       | Radosław Romanik      | Piotr Chmielewski     |
| 2000  | Grzegorz Rosoliński  | Paweł Niedźwiecki     | Zbigniew Piątek       |
| 2001  | Zbigniew Piątek      | Alexei Nakazny        | Piotr Przydział       |
| 2002  | Radosław Romanik     | Cezary Zamana         | Zbigniew Piątek       |
| 2003  | Cezary Zamana        | Bartosz Huzarski      | Radosław Romanik      |
| 2004  | Ondřej Fadrny        | Sebastian Skiba       | Robert Radosz         |
| 2005  | Cezary Zamana        | Bartosz Huzarski      | Radosław Romanik      |
| 2006  | Marek Rutkiewicz     | Marek Maciejewski     | Marcin Sapa           |
| 2007  | Mateusz Komar        | Radosław Romanik      | Dawid Krupa           |
| 2008  | Marcin Sapa          | Mariusz Witecki       | Sergey Firsanov       |
| 2009  | Artur Detko          | Jacek Morajko         | Mateusz Mróz          |
| 2010  | Jacek Morajko        | Alessandro Bertuola   | Mateusz Taciak        |
| 2011  | Tomasz Marczyński    | Marek Rutkiewicz      | Łukasz Bodnar         |
| 2012  | Marek Rutkiewicz     | Paweł Cieślik         | Mariusz Witecki       |
| 2013  | Łukasz Bodnar        | Paweł Cieślik         | Jiří Hudeček          |
| 2014  | Maximilian Werda     | Paweł Bernas          | Paweł Cieślik         |
| 2015  | Marko Kump           | Vitaliy Buts          | Martin Grøn           |
| 2016  | Mateusz Taciak       | Andriy Bratashchuk    | Domen Novak           |
| 2017  | Maciej Paterski      | Paweł Bernas          | Jonas Gregaard Wilsly |
| 2018  | Amaro Antunes        | Paweł Cieślik         | Anatoliy Budyak       |
| 2019  | Adam Stachowiak      | Anatoliy Budyak       | Andrea Di Renzo       |
| 2020  | Vojtěch Řepa         | Torstein Træen        | Piotr Brożyna         |
| 2021  | Michal Schlegel      | Paweł Cieślik         | Anatoliy Budyak       |
| 2022  | Jonas Rapp           | Rainer Kepplinger     | Jakub Otruba          |
| 2023  | Márton Dina          | Marcin Budziński      | Adam Ťoupalík         |
| 2024  | Riccardo Zoidl       | Márton Dina           | Jonas Rapp            |
| 2025  | Alexander Konychev   | Kasper Borremans      | Tomáš Přidal          |